# Jake Lacy

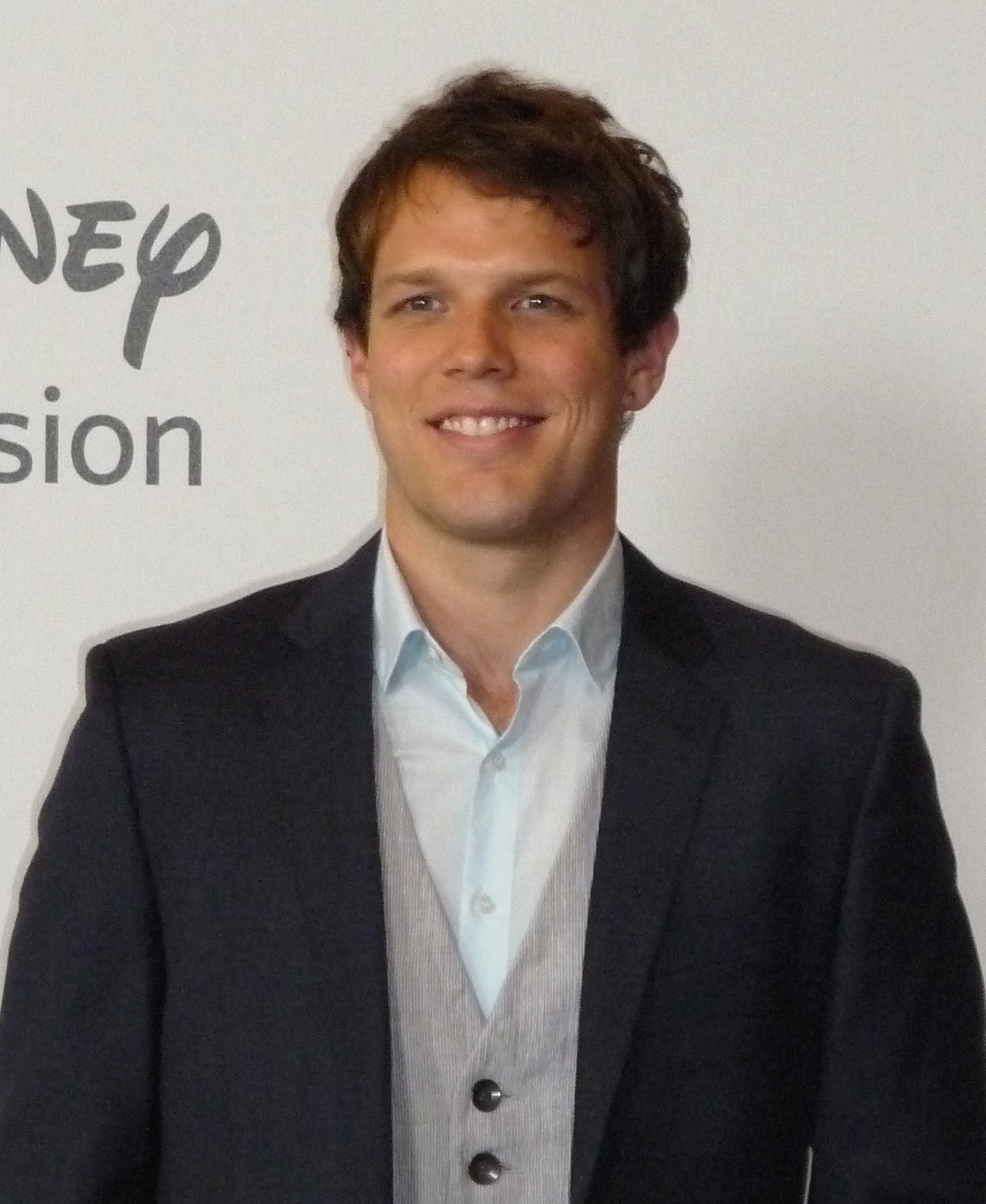
Jake Lacy bei den Teen Choice Awards 2010

Jake Lacy (* 14. Februar 1985 in Greenfield, Massachusetts) ist ein US-amerikanischer Schauspieler.

## Leben und Karriere
Jake Lacy wurde in Massachusetts geboren, wuchs allerdings in der Kleinstadt Pittsford in Vermont auf. Bereits während der Schulzeit sammelte er beim Theater erste Schauspielerfahrungen. Er machte 2008 an der School of the Arts der University of North Carolina seinen Abschluss. Die erste größere Rolle erhielt er ab 2010 in der kurzlebigen Sitcom Better with You. Anschließend spielte er in der neunten und letzten Staffel der Serie Das Büro die Rolle des Angestellten Pete „Plop“ Miller. In der Fernsehserie Girls verkörperte er für 12 Folgen die Figur des Fran Parker, der als Date für Lena Dunhams Hauptfigur fungiert.
Seit der romantischen Komödie Obvious Child aus dem Jahr 2014, in der er als Partner von Jenny Slate auftrat, fokussiert sich Lacy zunehmend auf Kinorollen. Anschließend erhielt seine Karriere einen Schub, unter anderem spielte er in Todd Haynes’ Filmdrama Carol den Freund der Hauptdarstellerin Rooney Mara, dessen Heiratsanträge zurückgewiesen werden. Im folgenden Jahr war er mit Nebenrollen im Politikthriller Die Erfindung der Wahrheit und in der Liebeskomödie How to Be Single zu sehen. 2018 übernahm er im dritten Teil der Johnny-English-Filmreihe mit Rowan Atkinson, Johnny English – Man lebt nur dreimal, die Schurkenrolle eines jungen Silicon-Valley-Milliardärs.
Lacy übernimmt jedoch auch weiterhin Fernsehauftritte, so hatte er von 2017 bis 2018 eine der Hauptrollen in der Sitcom I’m Dying Up Here des US-Fernsehsenders Showtime. Ebenfalls hatte er 2021 eine der Hauptrollen in der ersten Staffel der Serie The White Lotus.

## Persönliches
Im August 2015 heiratete er seine langjährige Freundin Lauren Deleo.

## Filmografie (Auswahl)
- 2008: Springfield Story (Fernsehserie, 1 Folge)
- 2010–2011: Better with You (Fernsehserie, 22 Folgen)
- 2012: Royal Pains (Fernsehserie, 1 Folge)
- 2012–2013: The Office (Fernsehserie, 21 Folgen)
- 2014: Obvious Child
- 2015: Carol
- 2015: Alle Jahre wieder – Weihnachten mit den Coopers (Love the Coopers)
- 2015–2016: Girls (Fernsehserie, 12 Folgen)
- 2016: Ihre beste Stunde – Drehbuch einer Heldin (Their Finest)
- 2016: How to Be Single
- 2016: Die Erfindung der Wahrheit (Miss Sloane)
- 2017: Die Weihnachtskarte (Christmas Inheritance; Fernsehfilm)
- 2017–2018: I’m Dying Up Here (Fernsehserie, 19 Folgen)
- 2018: Rampage – Big Meets Bigger (Rampage)
- 2018: Johnny English – Man lebt nur dreimal (Johnny English Strikes Again)
- 2019: Ode to Joy
- 2019: Fosse/Verdon (Fernseh-Miniserie, 5 Folgen)
- 2019: Otherhood
- 2020: High Fidelity (Fernsehserie, 10 Folgen)
- 2020: Mrs. America (Fernseh-Miniserie, 2 Folgen)
- 2021: Being the Ricardos
- 2021: The White Lotus (Fernsehserie, 6 Folgen)
- 2022: Das Andere (Significant Other)
- 2023: Die Caine-Meuterei vor Gericht (The Caine Mutiny Court-Martial)